# Hvorledes får jeg mig en mand?
Hvorledes får jeg mig en mand? er en amerikansk stumfilm fra 1918 af Fred Niblo.

## Medvirkende
- Enid Bennett som Susie Baldwin
- Douglas MacLean som Robert Leedyard
- J. P. Lockney som Pete Baldwin
- Charles K. French som Martin Ledyard
- Sylvia Ashton som Mrs. Ledyard